# Kamala Khan
Kamala Khan egy a Marvel Comics által kiadott amerikai képregényszereplő. A karaktert Roy Thomas író és Gene Colan rajzoló alkotta meg. Első megjelenése a Marvel Super-Heroes 13. számában volt 1968 márciusában. Kamala volt az első muszlim karaktere a Marvel-nek, aki saját képregényt kapott. A karakter legelőször a Captain Marvel 14. számában (2013. augusztus) jelent meg, mielőtt saját sorozatot kapott 2014 februárjában.
Kamala egy pakisztáni amerikai tinédzser aki Jersey Cityből származik. Egy este egy „terrigén köd”-nek nevezett, különleges vegyszerekből álló felhő szabadul el a városban. Ennek hatására a lány addig elnyomott „embertelen” génjei felerősödtek és átalakul. Így kapja meg alakmódosító képességét.

## Kulturális hatás
2015 januárjában Kamala képei kezdtek megjelenni a San Francisco-i városi buszokon az iszlámellenes reklámok miatt. Ezek a képek a rasszizmus és a gyűlölet keltés ellen hívták fel a figyelmet.
2016 márciusában Sana Amanat az akkori amerikai elnöknek, Barack Obamának mutatta be a karaktert a Nők Történelmének Hónapja alkalmából rendezett fogadáson a Fehér Házban.

## Megjelenése képregényen kívül
A Marvel kreatív tanácsadója, Joe Quesada 2016 szeptemberében bejelentette, hogy a karakter már médiában is meg fog megjelenni a gyors népszerűségnek köszönhetően. 

### Animációs műsorok
Kamala feltűnik a következő műsorokban:
- Marvel Rising: Secret Warriors (hangjaː Kathreen Khavari)
- Bosszúállók újra együtt (hangjaː Kathreen Khavari)
- Marvel Future Avengers (hangja a japán verzióbanː Akari Ki) (hangja az angol verzióbanː Kathreen Khavari)
- Marvel Pókember (hangjaː Kathreen Khavari)
- Marvel Rising (hangjaː Kathreen Khavari)
- Spidey and His Amazing Friends (hangjaː Sandra Saad)

### Hangoskönyv
2015 augusztusában a GraphicAudio kiadta Ms. Marvel: No Normal című hangoskönyvet, amely a képregénysorozat első öt számát tartalmazza hang formában.

### Könyv
2017 októberében kiadtak egy könyvet  Ms. Marvel: Fists of Fury címmel. A történet Kamala neme és háttere miatti megkülönböztetésekre fókuszál.

### Élőszereplős verzió
A karakter szerepelni fog a 2022-es Disney+-ra érkező élőszereplős sorozatban a Ms. Marvel-ben, ahol Kamalát Iman Vellani alakítja. 2023-ban pedig a Marvelek című filmben Marvel Kapitány oldalán lesz látható.

### Videojátékok
Kamala megjelenik játszható karakterként a következő játékokban:
- Marvel Puzzle Quest (fejlesztőː D3 Publisher)
- Lego Marvel’s Avengers
- Marvel Avengers Academy (mobilos játék, hangjaː Priyanka Chopra)
- Marvel: Future Fight (mobilos játék)
- Marvel: Contest of Champions (mobilos játék)
- Marvel Heroes (MMORPG játék, hangjaː Erica Luttrell)
- Zen Pinball 2
- Lego Marvel Super Heroes 2 (hangjaː Rebecca Kiser)
- Marvel Strike Force
- Marvel Ultimate Alliance 3: The Black Order (hangjaː Kathreen Khavari)
- Marvel’s Avengers (egyjátékos módban, (hangjaː Sandra Saad)